# Alexander Albon
Alexander  (Alex) Albon Ansusinha  (Thais: อเล็กซานเดอร์ อัลบอน อังศุสิงห์ , Londen, 23 maart 1996) is een Thais-Brits autocoureur. Hij was in 2012 lid van het Red Bull Junior Team en tussen 2013 en 2015 lid van het Lotus F1 Junior Team, het opleidingsprogramma van het Formule 1-team Lotus. In 2019 maakte hij zijn Formule 1-debuut bij het team van Toro Rosso. Vanaf de start van seizoen 2022 rijdt Albon bij het team Williams.
Zijn vader Nigel Albon is een voormalig BTCC-coureur.

## Carrière

### Karting
Albon begon zijn autosportcarrière in het karting. In 2006 won hij het Super 1 Honda National Cadet Championship en in 2008 de Kartmasters British Grand Prix in de KF3-klasse. In 2009 won hij verschillende kampioenschappen in deze klasse, namelijk de Formula Kart Stars, de KF Winter Series en het Super 1 National Championship. In 2010 won hij de CIK-FIA World Cup en was hij Europees kampioen in de KF3. In 2011 werd hij achter Nyck de Vries tweede in de WSK Euro Series en in het wereldkampioenschap.

### Eurocup
In 2012 stapte Albon over naar het formuleracing, waarbij hij zijn debuut maakte in de Eurocup Formule Renault 2.0 en de Formule Renault 2.0 Alps voor EPIC Racing. In de Eurocup behaalde hij geen punten en eindigde hij met een zeventiende plaats op de Hungaroring als 38e in het kampioenschap. In de Alps scoorde hij 26 punten en werd met een vijfde plaats op de Red Bull Ring als beste resultaat zestiende in het kampioenschap.
In 2013 stapte Albon binnen de Eurocup over naar het team KTR. Op de Red Bull Ring behaalde hij zijn eerste pole position in het kampioenschap, maar wist deze niet om te zetten in een overwinning. Met 22 punten eindigde hij uiteindelijk op de zestiende plaats in het kampioenschap. Voor KTR reed hij ook twee raceweekenden in de Formule Renault 2.0 NEC, waarin hij met een tweede plaats op het Autodrom Most als beste resultaat als 22e eindigde in het kampioenschap.
In 2014 bleef Albon voor KTR rijden in de Eurocup. Op de Nürburgring behaalde hij opnieuw een pole position, maar werd tweede achter Nyck de Vries. Met andere podiumplaatsen op de Moscow Raceway en het Circuit Paul Ricard eindigde hij achter De Vries en Dennis Olsen als derde in het kampioenschap met 117 punten. Ook reed hij voor KTR drie raceweekenden in de NEC, waarin hij op Most zijn eerste overwinning ooit behaalde in het formuleracing. Hij eindigde als zeventiende in het kampioenschap met 88 punten.

### Formule 3
In 2015 maakte Albon zijn Formule 3-debuut in het Europees Formule 3-kampioenschap voor het team Signature. Hij behaalde vijf podiumplaatsen op Spa-Francorchamps, de Norisring (tweemaal), het Autódromo Internacional do Algarve en de Hockenheimring en werd zo zevende in de eindstand met 187 punten.

### GP3
In 2016 maakte Albon de overstap naar de GP3 Series, waar hij voor ART Grand Prix uitkwam. Hij won vier races op het Circuit de Barcelona-Catalunya, Silverstone, de Hungaroring en het Sepang International Circuit en werd met 177 punten achter zijn teamgenoot Charles Leclerc tweede in het eindklassement.

### Formule 2
In 2017 stapte Albon over naar de Formule 2, waarin hij zijn samenwerking met ART Grand Prix voortzette. Met twee podiumplaatsen op de Red Bull Ring en het Yas Marina Circuit werd hij met 86 punten tiende in het kampioenschap, ondanks dat hij het raceweekend op het Baku City Circuit moest missen vanwege een blessure.

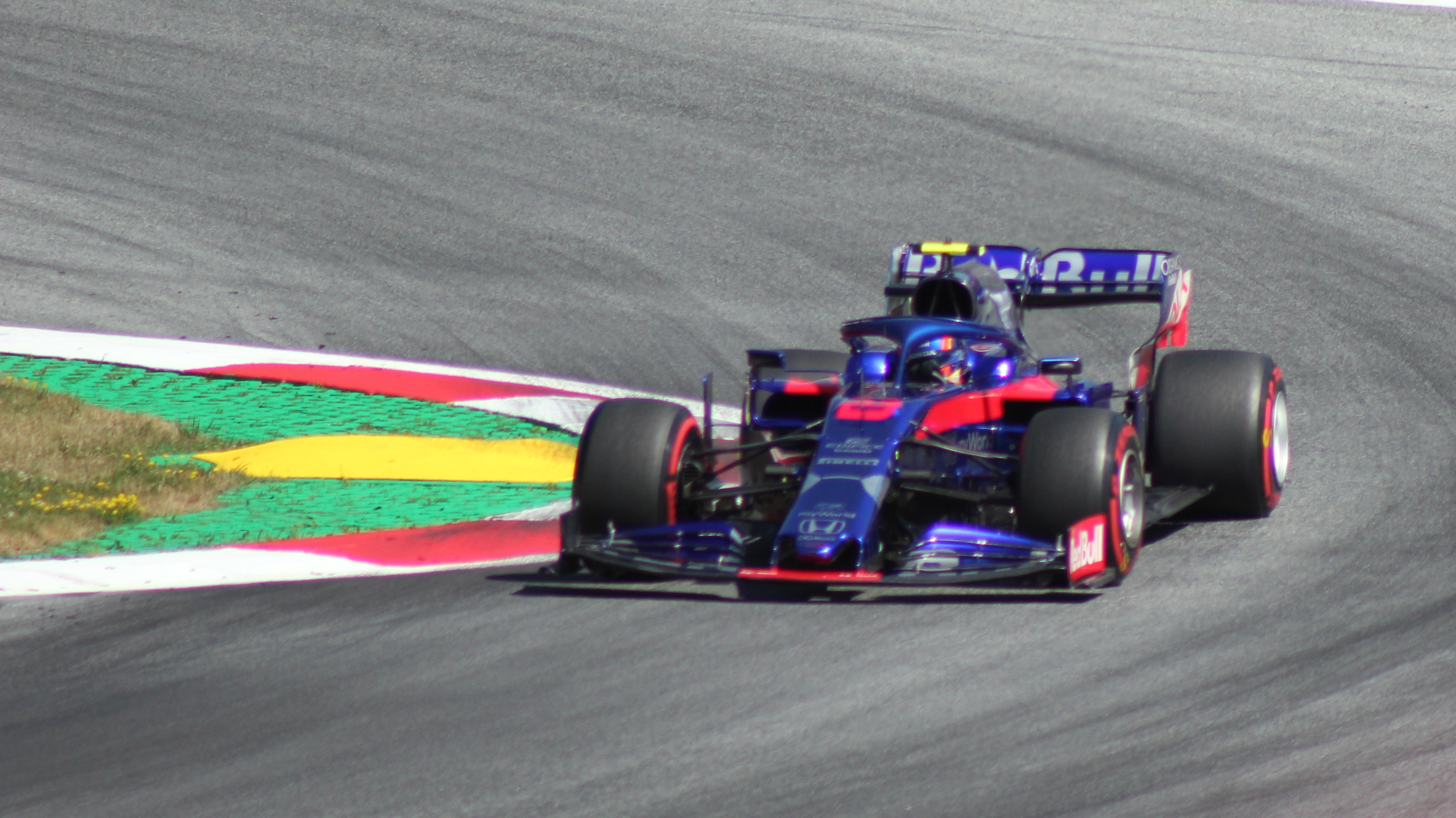
Alexander Albon Ansusinha tijdens de GP van Oostenrijk 2019

In 2018 bleef Albon actief in de Formule 2, waarin hij overstapte naar het team DAMS. Hij won vier races op het Baku City Circuit, Silverstone, de Hungaroring en het Sochi Autodrom en had tot en met het laatste raceweekend de kans om kampioen te worden, maar uiteindelijk eindigde hij achter George Russell en Lando Norris op de derde plaats met 212 punten.

### DTM
In 2021 kwam Albon uit als coureur in de DTM, waarin hij bij een door Red Bull gesponsord team met een Ferrari uitkwam. Hij won een race op de Nürburgring en werd met 130 punten zesde in het eindklassement.

## Formule 1

### 2019
In het seizoen 2018-2019 zou Albon oorspronkelijk zijn debuut maken in de Formule E, waarbij hij voor het team van Nissan e.Dams uit zou komen. Enkele weken voor de start van het seizoen werd echter zijn contract ontbonden. Hierdoor kreeg hij de kans om in 2019 zijn Formule 1-racedebuut te maken voor het team van Toro Rosso. In de Grand Prix van Bahrein scoorde Albon zijn eerste punten in de Formule 1, door als 9e te finishen. In de Grand Prix van China moest Albon vanuit de pits starten, door een crash in de derde vrije training. Hij eindigde de race als 10e.
Op 12 augustus 2019 werd bekendgemaakt dat er een rijderswisseling plaatsvindt vanaf de Grand Prix van België tussen Albon en Pierre Gasly. Albon rijdt voor de rest van het seizoen voor Aston Martin Red Bull Racing, Gasly keert terug bij Toro Rosso.

### 2020
In 2020 kwam Albon uit voor Red Bull Racing. Op de eerste race bij de Red Bull Ring stond Albon vierde, maar na een actie waar hij Lewis Hamilton voorbij wou steken, tikte Hamilton hem aan hij spinde in de gravel. De Brits-Thaise coureur kon nog uit de gravel geraken, maar een paar rondes later begaf zijn motor het. Race nummer twee was ook op de Red Bull Ring. Albon stond vierde maar Pérez wou deze plek ook. Albon verdedigde echter en de Mexicaan kwam er met een gebroken voorvleugel vanaf.  De Hungaroring was een circuit waar Red Bull Racing vorig jaar goed presteerde. Verstappen pakte vorig jaar de pole, al was dat nu anders. Het kwalificeren verliep dit jaar desastreus: Verstappen kwalificeerde maar zevende en Albon kon niet eens door naar Q3 en kwalificeerde maar dertiende. In de race vocht Albon terug naar een vijfde plek. De Grand Prix van Groot-Brittannië was Albon zijn thuisrace. Albon kon echter weer Q3 niet bereiken en kwalificeerde twaalfde. In de race wist Albon nog in de punten te geraken en als achtste te eindigen.
Bij de 70th Anniversary Grand Prix wist Albon negende te kwalificeren en vijfde te eindigen, zijn teamgenoot Verstappen won. De Grand Prix van Spanje was de daaropvolgende race: hij kwalificeerde zesde en eindigde achtste na een relatief stille race. Vorig jaar was er bij de F2-Race in België een vriend van Albon omgekomen tijdens een crash, Anthoine Hubert, dat zat in Albons achterhoofd. Hij kwalificeerde vijfde en viel één plek terug in de race. De Grand Prix van Italië was echter een van de dieptepunten voor Red Bull Racing. Verstappen kwalificeerde zich maar vijfde en Albon maar negende. Albon viel zes plaatsen terug terwijl Verstappen zijn tweede DNF van het seizoen kreeg. De Oostenrijkse renstal ging met nul punten naar huis. 
De Grote Prijs van Toscane was echter wel een succes voor Albon: Hij kwalificeerde vierde en sprong één plek vooruit in de race en pakte zijn allereerste podium in de Formule 1.  Albon had een boost in zelfvertrouwen gekregen van zijn podium en ze reisden af naar Rusland. Van de boost was echter weinig te merken en Albon kwalificeerde maar tiende en eindigde hij uiteindelijk waar hij gestart was terwijl zijn teamgenoot Verstappen tweede werd. Voor de Grand Prix van de Eifel kwalificeerde Albon vijfde maar reed de race niet uit door een probleem met zijn auto. Weer een beet uit zijn zelfvertrouwen toendat het F1-circus afreisde naar Portugal. Hij kwalificeerde zesde en eindigde de race buiten de punten, terwijl teamgenoot Verstappen weeral op het podium stond.  Bij de Grand Prix van Emilia-Romagna op Imola kwalificeerde Albon weeral zesde, maar een spin liet hem zonder punten naar huis gaan.

### 2021
In 2021 werd hij vervangen door Sergio Pérez. Albon bleef wel aan bij Red Bull Racing als reserve- en testcoureur. 

### 2022
Op 8 september 2021 werd bekendgemaakt dat Albon in 2022 voor Williams zal gaan rijden.

## Formule 1-carrière

### Teams
| Jaar/Jaren   | Team            |
| ------------ | --------------- |
| 2019         | Toro Rosso      |
| 2019 – 2020  | Red Bull        |
| 2022 – heden | Williams Racing |

### Statistiek
Onderstaande tabel is bijgewerkt tot en met de Grand Prix van Hongarije 2025.
|                           | 2019 | 2020 | 2022 | 2023 | 2024 | 2025 * | Totaal           |
| ------------------------- | ---- | ---- | ---- | ---- | ---- | ------ | ---------------- |
| Aantal ingeschreven races | 21   | 17   | 22   | 22   | 24   | 13 *   | 119 (117 starts) |
| Aantal zeges              | 0    | 0    | 0    | 0    | 0    | 0 *    | 0                |
| Aantal pole-positions     | 0    | 0    | 0    | 0    | 0    | 0 *    | 0                |
| Aantal snelste rondes     | 0    | 0    | 0    | 0    | 0    | 0 *    | 0                |
| Aantal podiumplaatsen     | 0    | 2    | 0    | 0    | 0    | 0 *    | 2                |
| Aantal WK-punten          | 92   | 105  | 4    | 27   | 12   | 54 *   | 294              |
| Eindstand WK              | 8    | 7    | 19   | 13   | 16   | 8 *    |                  |

* Seizoen loopt nog.

### Formule 1-resultaten
| Kleur  | Resultaat                       |
| ------ | ------------------------------- |
| Goud   | Winnaar                         |
| Zilver | Tweede plaats                   |
| Brons  | Derde plaats                    |
| Groen  | Gefinisht (punten behaald)      |
| Blauw  | Gefinisht (geen punten behaald) |
| Blauw  | Niet geklasseerd (NC)           |
| Paars  | Uitgevallen (DNF)               |
| Rood   | Niet gekwalificeerd (DNQ)       |

| Kleur   | Resultaat                              |
| ------- | -------------------------------------- |
| Zwart   | Gediskwalificeerd (DSQ)                |
| Wit     | Niet gestart (DNS)                     |
| Blanco  | Gewond (INJ)                           |
| Blanco  | Uitgesloten (EX)                       |
| Blanco  | Teruggetrokken (WD) / Niet deelgenomen |
| 1, 2, 3 | Sprint positie (punten behaald)        |
| P       | Poleposition                           |
| S       | Snelste ronde                          |

| Jaar  | Inschrijving                 | Chassis          | Motor                            | 1       | 2       | 3       | 4       | 5      | 6      | 7       | 8      | 9       | 10      | 11      | 12     | 13      | 14     | 15     | 16      | 17      | 18      | 19     | 20      | 21      | 22      | 23     | 24     | Pos. | Punten |
| ----- | ---------------------------- | ---------------- | -------------------------------- | ------- | ------- | ------- | ------- | ------ | ------ | ------- | ------ | ------- | ------- | ------- | ------ | ------- | ------ | ------ | ------- | ------- | ------- | ------ | ------- | ------- | ------- | ------ | ------ | ---- | ------ |
| 2019  | Scuderia Toro Rosso Honda    | Toro Rosso STR14 | Honda RA619H V6                  | AUS 14  | BHR 9   | CHN 10  | AZE 11  | SPA 11 | MON 8  | CAN DNF | FRA 15 | OOS 15  | GBR 12  | DUI 6   | HON 10 |         |        |        |         |         |         |        |         |         |         |        |        | 8    | 92     |
| 2019  | Aston Martin Red Bull Racing | Red Bull RB15    | Honda RA619H V6                  |         |         |         |         |        |        |         |        |         |         |         |        | BEL 5   | ITA 6  | SIN 6  | RUS 5   | JPN 4   | MEX 5   | VST 5  | BRA 14  | ABU 6   |         |        |        | 8    | 92     |
| 2020  | Aston Martin Red Bull Racing | Red Bull RB16    | Honda RA620H V6                  | OOS 13† | STI 4   | HON 5   | GBR 8   | 70J 5  | SPA 8  | BEL 6   | ITA 15 | TOS 3   | RUS 10  | EIF DNF | POR 12 | EMI DNF | TUR 7  | BHR 3  | SAK 6   | ABU 4   |         |        |         |         |         |        |        | 7    | 105    |
| 2022  | Williams Racing              | Williams FW44    | Mercedes F1 M13 E Performance V6 | BHR 13  | SAU 14† | AUS 10  | EMI 11  | MIA 9  | SPA 18 | MON DNF | AZE 12 | CAN 13  | GBR DNF | OOS 12  | FRA 13 | HON 17  | BEL 10 | NED 12 | ITA DNS | SIN DNF | JPN DNF | VST 13 | MXS 12  | SAP 15  | ABU 13  |        |        | 19   | 4      |
| 2023  | Williams Racing              | Williams FW45    | Mercedes F1 M14 E Performance V6 | BHR 10  | SAU DNF | AUS DNF | AZE 12  | MIA 14 | MON 14 | SPA 16  | CAN 7  | OOS 11  | GBR 8   | HON 11  | BEL 14 | NED 8   | ITA 7  | SIN 11 | JPN DNF | QAT 713 | VST 9   | MXS 9  | SAP DNF | LSV 12  | ABU 14  |        |        | 13   | 27     |
| 2024  | Williams Racing              | Williams FW46    | Mercedes F1 M15 E Performance V6 | BHR 15  | SAU 11  | AUS 11  | JPN DNF | CHN 12 | MIA 18 | EMI DNF | MON 9  | CAN DNF | SPA 18  | OOS 15  | GBR 9  | HON 14  | BEL 12 | NED 14 | ITA 9   | AZE 7   | SIN DNF | VST 16 | MXS DNF | SAP DNS | LSV DNF | QAT 15 | ABU 11 | 16   | 12     |
| 2025* | Williams Racing              | Williams FW47    | Mercedes F1 M16 E Performance V6 | AUS 5   | CHN 7   | JPN 9   | BHR 12  | SAU 9  | MIA 5  | EMI 5   | MON 9  | SPA DNF | CAN DNF | OOS DNF | GBR 8  | BEL 6   | HON 15 | NED 0  | ITA 0   | AZE 0   | SIN 0   | VST 0  | MXS 0   | SAP 0   | LSV 0   | QAT 0  | ABU 0  | 8*   | 54*    |
| Jaar  | Inschrijving                 | Chassis          | Motor                            | 1       | 2       | 3       | 4       | 5      | 6      | 7       | 8      | 9       | 10      | 11      | 12     | 13      | 14     | 15     | 16      | 17      | 18      | 19     | 20      | 21      | 22      | 23     | 24     | Pos. | Punten |

- † Uitgevallen maar wel geklasseerd omdat er meer dan 90% van de race-afstand werd afgelegd.
- * Seizoen loopt nog.